# Die Ritter der Kokosnuß
Die Ritter der Kokosnuß (Originaltitel Monty Python and the Holy Grail, zu dt. „Monty Python und der Heilige Gral“) ist eine Komödie der britischen Comedy-Gruppe Monty Python aus dem Jahr 1975. Der Film behandelt in satirischer Weise die Sage von König Artus und der Suche nach dem heiligen Gral. Eingearbeitet sind andere Themen, wie das französisch-britische Verhältnis oder das Auseinanderdriften von Medienwirklichkeit und Realität.

## Handlung
England im Jahre 932. König Artus zieht mit seinem Diener Patsy durch Britannien, um die feinsten und vornehmsten Ritter des Landes für die Tafelrunde zu finden. Auf seinem Weg, den er zwar reitend, aber ohne Pferd zurücklegt, begegnet ihm als erster Bedevere, den er wegen seiner „Klugheit“ (er weiß, wie man „Hexen“ erkennen kann) als Ritter der Tafelrunde aufnimmt. Darauf folgen noch Sir Lancelot, Sir Galahad, Sir Robin (nicht ganz so tapfer wie Sir Lancelot) und der „Herr, der in diesem Film nicht erscheint“.
Eines Tages erhalten sie von Gott den Auftrag, den Heiligen Gral zu suchen, um ein Zeichen in diesen finsteren Zeiten zu setzen.
Beseelt von ihrem göttlichen Auftrag begeben sie sich auf die Suche und kommen an die Festung eines Franzosen, der aus seiner Meinung über Engländer kein Geheimnis macht. So ziehen sie unverrichteter Dinge weiter und beschließen, sich zunächst zu trennen und einzeln den Gral zu suchen.
Sir Robin, nun allein unterwegs, trifft auf einen dreiköpfigen Riesen, der ihn töten möchte, aber ehe dieser sich besinnt, ist Sir Robin heimlich geflohen. Sir Galahad glaubt, den Heiligen Gral im Schloss „Dosenschreck“ entdeckt zu haben, welches nur von Frauen bewohnt wird. Diese versuchen, ihn zu verführen, worauf der willige Galahad vom plötzlich eintreffenden Lancelot aus „großer Gefahr“ gerettet wird. Artus reitet zusammen mit Sir Bedevere (immer noch ohne Pferd), und sie erhalten einen entscheidenden Fingerzeig der Vorsehung, als sie von einem alten Mann erfahren, wo sich der Heilige Gral befinden könnte. Auf dem Weg zu einer geheimnisvollen Höhle begegnen sie den „Rittern von Ni“, die für die Passage durch den Wald ein Gebüsch fordern. Doch obwohl Artus ihren Wunsch erfüllt, stellen sie weitere Forderungen, auf die Artus und Bedevere allerdings nicht noch einmal eingehen, sondern die Ritter verwirren, wodurch sie unbeobachtet weiter ziehen können.
Lancelot erhält einen Hilferuf, den er für ein Zeichen hält, das ihn zum Heiligen Gral führen soll. Er stürmt im Alleingang das „Schloss im Sumpf“ und verhindert – unter Anrichtung einiger unvermeidlicher Kollateralschäden – die arrangierte Hochzeit eines Prinzen, der ohnehin lieber Sänger werden möchte. Als Ritter der Tafelrunde genießt er dort alle Ehren, muss aber trotzdem das Schloss eiligst wieder verlassen.
Nachdem alle Ritter einzeln ihr Glück versucht hatten, den Heiligen Gral zu finden, treffen sie nach und nach alle wieder zusammen und verirren sich in die eisigen Weiten von „Nadal“. Erst nach einem Jahr setzen sie ihre Suche fort und kommen überraschend der Spur des Grals näher, als sie den schottischen Zauberer Tim um Rat fragen. Dieser führt sie zur Höhle von Caerbannog, in der eine Inschrift von Josef von Arimathäa eingraviert sein soll, die den Weg zum Heiligen Gral weisen würde. Die Höhle wird jedoch von einem blutrünstigen Killer-Kaninchen bewacht und im Kampf gegen das kleine Monster sterben Sir Gawain, Sir Ector und Sir Bors, woraufhin sich die Ritter zur Beratung zurückziehen. Da sie keinen Bogen dabei haben, um den Feind aus der Distanz zu töten, rufen sie den Mönch Bruder Maynard herbei, der die „Heilige Handgranate von Antiochia“ im Gepäck hat. Mit dieser vernichtet König Artus das Kaninchen und kann anschließend mit den Rittern und Bruder Maynard die Höhle betreten.
Dort finden sie die Inschrift von Josef von Arimathäa mit dem Hinweis, dass der Gral in einem Schloss verwahrt wird. Doch plötzlich taucht die „schwarze Bestie von Aaa“ auf, eine Trickfilmfigur, welche Bruder Maynard frisst und die Ritter in die Flucht schlägt. (Bevor die Bestie weiteren Schaden anrichten kann, stirbt der Trickfilmzeichner des Films durch einen Herzinfarkt, weshalb die Szene mit der Bestie abrupt endet.)
Auf ihrer Flucht kommen die Ritter zur „Brücke des Todes“, wo der Brückenwächter für die Überquerung die richtige Beantwortung dreier Fragen fordert. Zunächst gelingt es Sir Lancelot, die recht einfachen Fragen zu beantworten, und darf passieren; Sir Robin und Sir Galahad jedoch scheitern und werden in die „Schlucht der ewigen Gefahr“ gerissen. Artus wiederum stellt dem Brückenwächter eine Gegenfrage; als dieser sie nicht beantworten kann, wird er seinerseits in die Schlucht gerissen, sodass Artus und Bedevere gefahrlos die Brücke passieren können.
Am Ende der Brücke angekommen, können sie Sir Lancelot im Nebel nicht wiederfinden, dafür entdecken König Artus und Sir Bedevere eine führerlose Fähre (ein altes Wikingerschiff), die sie bis zu dem Schloss bringt, in dem der Gral aufbewahrt sein soll. Dieses ist jedoch von den bereits bekannten Franzosen besetzt, die sich weigern, den Gral herauszugeben, und die Engländer wüst beschimpfen. Daraufhin ruft Artus ein großes Heer herbei, welches aus dem Nichts erscheint. Der Sturmangriff auf die Burg wird jedoch gestoppt, als die Polizei mit Autos auftaucht und die anwesenden Ritter der Tafelrunde verhaftet (Sir Lancelot wurde bereits von der Polizei verhaftet, nachdem er die Brücke des Todes überquert hatte).

## Zum Inhalt

### Auflistung der Figuren

#### Hauptfiguren
- König Artus von Camelot (Graham Chapman): König der Briten; die Herrin des Sees hatte ihm aus den Tiefen des Wassers das Zepter emporgereicht und ihn so zum von der göttlichen Vorsehung auserwählten König gemacht.
- Sir Bedevere (Terry Jones): genannt „der Weise“, wird von Artus zum Ritter der Tafelrunde ernannt, als er die Dorfbewohner beim Hexenprozess berät.
- Sir Lancelot (John Cleese): genannt „der Tapfere“, rettet gerne Prinzessinnen, in diesem Abenteuer jedoch einen Prinzen vor seiner Hochzeit.
- Sir Robin (Eric Idle): genannt „der nicht ganz so tapfere wie Sir Lancelot, der beinahe gegen den Drachen von Angnor gekämpft hätte“, wird stets von einem Sänger begleitet.
- Sir Galahad (Michael Palin): genannt „der Reine“.

#### Nebenfiguren
- Sir Bors (Terry Gilliam): wird als Erster vom bösartigen Kaninchen getötet.
- Sir Gawain: fällt ebenso im Kampf mit dem Kaninchen.
- Sir Ector: auch er fällt dem Kaninchen zum Opfer.
- Patsy (Terry Gilliam): Der Knappe von König Artus, schlägt für Artus die Kokosnusshälften, trägt sein Gepäck und begleitet ihn auf all seinen Reisen.
- der Schwarze Ritter (John Cleese): tritt für niemanden zur Seite und greift alle an, die über seine Brücke im Wald wollen, hält sich für unbesiegbar, verliert jedoch im Kampf mit Artus beide Arme und Beine.
- Franzosen (Terry Gilliam, Michael Palin)
- Dennis (Michael Palin): ein Landarbeiter.
- Gott (Stimme: Graham Chapman): gibt Artus und seinen Rittern die Aufgabe, den Heiligen Gral zu suchen; mag es nicht, wenn man vor ihm niederkniet.
- Zoot (Carol Cleveland) und ihre Frauen: Hüterinnen von Schloss Dosenschreck (engl. Castle Anthrax), haben gerne Männerbesuch.
- Die Ritter vom „Ni“ (Michael Palin): nach eigenen Aussagen die „Hüter der Heiligen Worte“, sagen sehr oft „Ni“ und fordern von allen Reisenden ein Opfer.
- Der Hüter der Brücke des Todes (Terry Gilliam): erscheint schon als alter Mann in „Szene 24“, wo er den Rittern von der Brücke des Todes erzählt; stellt vor der Brücke drei Fragen an die Passanten, die diese richtig beantworten müssen, um zu passieren.
- Tim, der Zauberer (John Cleese): hilft den Artusrittern bei der Suche nach dem Heiligen Gral.
- Bruder Maynard (Eric Idle): Mönch, der den Rittern die Heilige Handgranate von Antiochia bringt.
- Ein berühmter Historiker (John Young): wird in der „Gegenwart“ beim Dreh eines Dokumentarfilms über Artus und die Ritter der Tafelrunde ermordet.
- Seine Frau (Rita Davies): identifiziert am Ende Artus als Mörder ihres Mannes.
- Polizisten: untersuchen den Mord am berühmten Historiker.

### Hierarchie der Figuren
Hauptfigur ist König Artus. Der erste Ritter, den er in sein Gefolge aufnimmt, ist Sir Bedevere, der dem König am nächsten steht. Die Ritter teilen sich bei der Suche nach dem Heiligen Gral auf und erleben einzeln ihre Abenteuer. In diesen Szenen fungieren die einzelnen Ritter als Hauptfiguren. Erzählt werden die Abenteuer von Sir Robin, Sir Lancelot, Sir Galahad sowie Artus und Bedevere. Auf der Suche nach dem Heiligen Gral begegnen ihnen sehr viele unterschiedliche Figuren, die jedoch alle als Nebenfiguren charakterisiert werden können.

### Zeit
Die Geschichte spielt 932 in England. Ort und Zeit sind ganz zu Beginn eingeblendet. Die Handlung wird mehrmals kurz durch Einschübe einer „Gegenwart“ (20. Jahrhundert: erkennbar durch die Kleidung der Personen, das Filmequipment und das Auto der Polizisten) unterbrochen. In dieser „Gegenwart“ wird „ein berühmter Historiker“ bei den Dreharbeiten von einem Ritter mit dem Schwert erschlagen, während er über König Artus und die Gralsritter spricht. Am Schluss des Films greifen die Polizisten der „Gegenwart“ ins Geschehen von 932 ein und verhaften König Artus und Bedevere, weil die Frau des Historikers Artus als Mörder ihres Mannes identifiziert. Der Film schließt also nicht mit der Beendigung der Handlung, sondern bricht einfach mit dem letzten Sketch unter Auflösung der filmischen Fiktion ab; Kameramann und Polizei etc. treten in die mittelalterliche Szene. Der Film behandelt etwa die Zeitspanne eines Jahres, was allerdings nur daran erkennbar ist, dass, bei der Reise der Ritter zu Zauberer Tim, in einer Trickanimation der Wechsel der vier Jahreszeiten dargestellt wird und eine Stimme aus dem Off das Vergehen eines Jahres ankündigt.

### Erzählstruktur
Es werden verschiedene Ebenen des Erzählens angewendet. Es ist eine „auktoriale Erzählerstimme“ vorhanden, die das Geschehen kommentiert. Dazu gibt es verschiedene Einschübe, welche darauf hinweisen, dass es sich hier um einen „Film“ handelt: Szenenklappen, das „Book of the Film“ oder animierte Comicszenen. Einige der Comicszenen zeigen bewegte Initiale, also große, verzierte Anfangsbuchstaben, wie sie in Handschriften des Mittelalters zu finden sind. Andere geben auf humoristische Weise Auskunft darüber, wie der Film angeblich entstanden ist. Ein Beispiel ist die Szene mit dem Initialen-Zeichner, der versucht, ein schönes Titelbild für das Abenteuer von Sir Lancelot zu malen und durch ein Erdbeben gestört wird.

#### Haupthandlung
Artus, König von Britannien, macht sich in dieser parodistischen Verfilmung des Artusstoffes im Jahre 932 auf die Suche nach tapferen Rittern für seine Tafelrunde. Als er seine Ritter zusammen hat, gibt Gott ihnen den Auftrag, den Heiligen Gral zu finden. Auf dieser Suche sind allerlei Abenteuer zu bestehen, wobei die Ritter nach und nach verlorengehen, bis nur noch Artus und der weise Sir Bedevere übrigbleiben. Diese werden beim alles entscheidenden Angriff auf die Franzosen, welche den Gral vermeintlich versteckt halten, von der Polizei verhaftet, die in Artus den Mörder eines berühmten Historikers sieht.

#### Handlungsstruktur
Die Ritter der Kokosnuß besteht im Vergleich zu dem späteren „Das Leben des Brian“ (1979) weitgehend aus einzelnen, unabhängigen Sketchen, die lose über die Haupthandlung verknüpft sind. Ebenso spielen die aus Flying Circus bekannten Zeichentrickeinlagen hier noch eine große Rolle. Charakteristisch ist das Motiv der Suche und des Abenteuers. Diese Abenteuer, welche die Ritter auf ihrer (erfolglosen) Suche bestehen müssen, sind als Nebenhandlung zu charakterisieren, bieten dabei aber meist den Raum für die parodistischen oder humoristischen Elemente, welche im Film von zentraler Bedeutung, aber oft nicht konstitutiv für die Handlung sind.

#### Parodistische Elemente

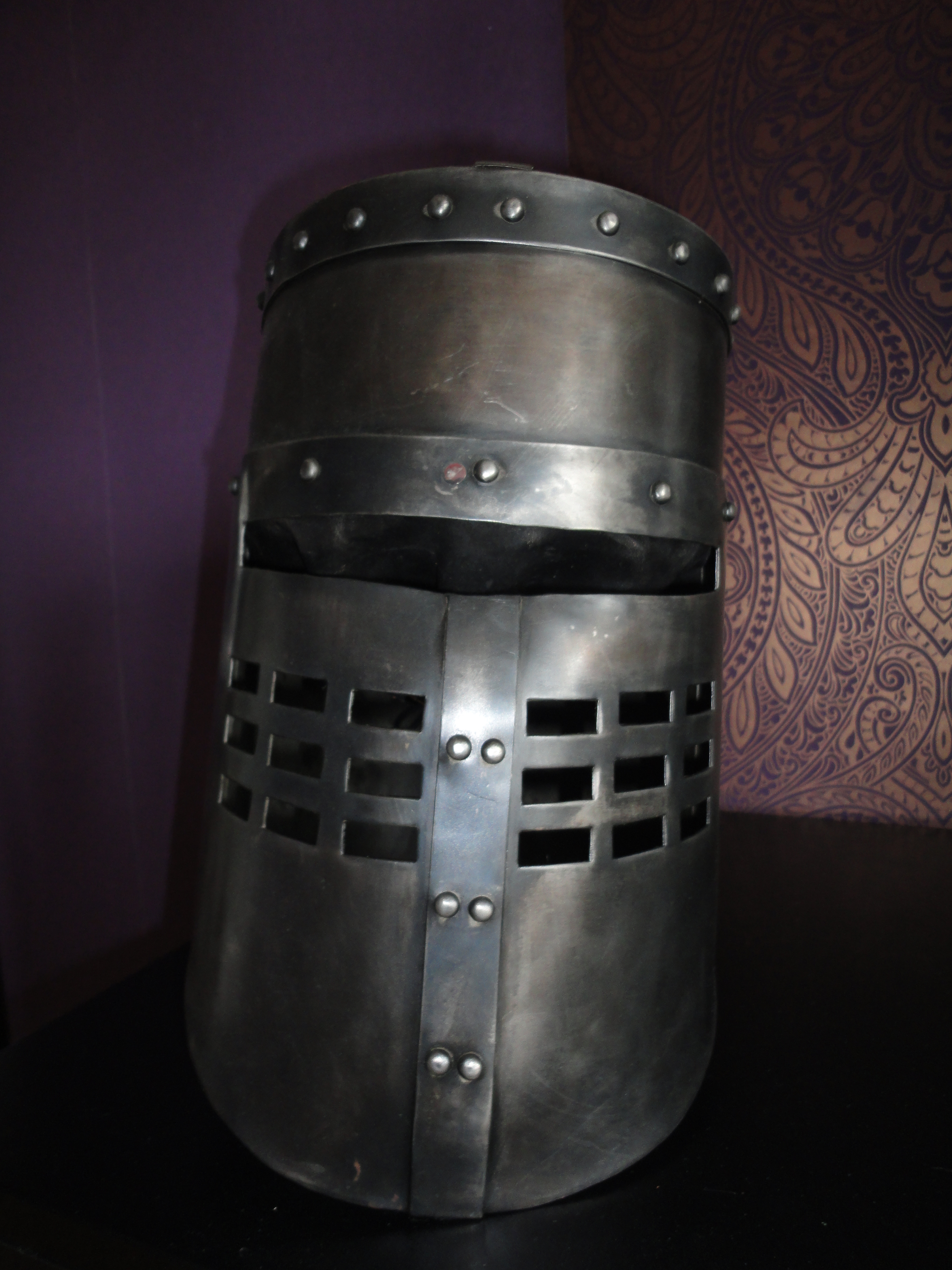
Der Helm des Schwarzen Ritters

- Bauern mit revolutionärem Gedankengut, die sinnlos im Dreck wühlen.
- Andere, die sinnlos erscheinenden Aktivitäten nachgehen, zum Beispiel jemand, der mit einem Knüppel ins Wasser schlägt oder eine Katze immer wieder gegen eine Wand schleudert.
- Das Hexendorf: Der „weise“ Sir Bedevere bringt den sensationslustigen Dorfbewohnern bei, wie man „objektiv“ über eine Hexe urteilt.
- Der Schwarze Ritter: Er setzt grundlos sein Leben aufs Spiel.
- Die Beziehung zwischen Franzosen und Briten: Artus vermutet in den drei Szenen, in denen er vor einer französischen Burg steht und nicht eingelassen wird, dass die Franzosen den Heiligen Gral versteckt halten. Es kommt jedoch nie zu richtigen Kampfhandlungen, sondern immer nur zu Wortgefechten, Diskussionen um Kokosnüsse, Beleidigungen oder abstrusen Angriffs- und Verteidigungsstrategien. Die Konfliktsituation spielt auf das negative Verhältnis von Angelsachsen zu (französischen) Normannen nach dem Sieg von Wilhelm dem Eroberer bei der Schlacht von Hastings 1066 an.
- Der Trojanische „Hase“: Artus und seine Ritter versuchen, die französische Burg durch einen hölzernen „Hasen“ einzunehmen. Diese griechische List scheitert, weil die Ritter vergessen haben, sich im Hasen zu verstecken.
- Die Einschübe einer „Gegenwart“: Ein berühmter Historiker berichtet an einer historischen Stätte (Ruinen) über Artus’ Strategie bei der Suche nach dem Gral. Bevor er jedoch ausreden kann, galoppiert ein echter Ritter in die Szene und tötet ihn. Die modernen Polizisten dringen auf der Suche nach dem Mörder immer wieder in die Vergangenheit ein.
- Die heldenhafte Rettung der vermeintlichen Prinzessin in Not (die aber ein Prinz ist) vor ihrer unfreiwilligen Hochzeit.
- Die gefährliche Höhle von Caerbannog, in der Runeninschriften den derzeitigen Ruheplatz des Heiligen Grals verraten, welche aber von einem Killer-Kaninchen bewacht wird, das drei der Ritter tötet.
- Die Eliminierung des Killer-Kaninchens durch eine Waffe der Kirche, die „Heilige Handgranate von Antiochia“.
- Alle animierten, comicartigen Einschübe, die oft humorvoll über das Entstehen dieses Films berichten und so das Medium Film parodieren.
- Der Wächter der Brücke des Todes, der den Passanten komische Fragen stellt und von Artus ausgetrickst wird.
- Die Zahl 3, die Artus immer mit der 5 verwechselt.

Mehrmals werden Anachronismen als parodistische Elemente eingesetzt:
- Gespräch über die Kokosnuss, welche Patsy benutzt, um das Klappern der Hufe zu imitieren: Der Burgbewohner und Artus streiten darüber, wie diese tropische Frucht nach Britannien gelangte. Die Berechnung der Fluggeschwindigkeit ist ihnen bekannt.
- Gespräch zwischen Artus und den sich auflehnenden Bauern über Arbeiterklassen, ökonomische Kluften, Klassenunterschiede, Diktatur, anarcho-syndikalistische Kommunen, systembedingte Gewalt, Mandate der Massen usw.
- Die „heilige Handgranate“ ist in Einzelheiten anachronistisch, siehe jedoch Handgranate #Mittelalter.

## Mittelalterliche Elemente

### Historische Bezüge
Die Gesellschaft ist im Film hierarchisch in typisch mittelalterliche Ober- und Unterschicht (König, Adel, Dorfbewohner, Bauern) gegliedert: Der König ist durch das Herrschaftszeichen der Krone ausgezeichnet und wird von den Rittern als Herrscher anerkannt. Weitere Zeichen der Oberschicht sind: Rüstung, farbige Kleidung, Fahnen, Wappen, Pferde (zumindest unsichtbare) und Sauberkeit. Unterschichten sind meist durch „Dreck“ und zerschlissene Kleidung gekennzeichnet. Die Standesunterschiede scheinen jedoch nur Artus und seine Ritter zu kennen. Artus verlangt Gehorsam von der Unterschicht und pocht auf sein Recht als König. Er muss jedoch allen erklären, dass er König der Briten sei und ihm deswegen Respekt gebühre. Das niedere Volk reagiert darauf meist nicht (anarchistische Bauern).
Die Handlung ist von Männern dominiert, Frauen agieren in Nebenrollen (Hexe, Braut, alte Frau). Die einzige von Frauen dominierte Szene ist diejenige auf Schloss Dosenschreck, in der Zoot zusammen mit 160 Frauen eine Art mittelalterliches Freudenhaus betreibt.
Thematisiert wird auch die Heiratspolitik des Mittelalters, bei der es vor allem darum geht, sich durch seine Kinder möglichst profitabel mit einer reichen und einflussreichen Familie zu verbinden (Szene auf der „Sumpfburg“).

### Literarische Bezüge
Der Film lehnt sich lose an die verschiedenen Geschichten um König Artus, die Ritter seiner Tafelrunde und die Suche nach dem Heiligen Gral an. Alle Figuren sind fiktiv. Die Gestalt des Königs ist historisch nicht endgültig nachweisbar und die Artussage fußt fast ausschließlich auf literarischen Quellen mit vermutlich keltischem Ursprung. Das Element der „Tafelrunde“ basiert auf der um 1155 entstandenen Reimchronik „Roman de Brut“ des Dichters Wace. Ab der zweiten Hälfte des 12. Jahrhunderts verknüpfen sich andere keltische Elemente wie die Gralssage mit der Artussage und neue Helden wie Lancelot und Gawain werden eingeführt. Die Erwähnung, dass Artus seine Königsgewalt durch ein Schwert aus den Händen der Herrin des Sees erhält, geht auf die Version „Post-Vulgate Merlin’s Continuation“ zurück und steht im Gegensatz zu der häufig verbreiteten Fassung, Artus habe das Schwert aus einem Stein gezogen. Der Endpunkt der Suche nach dem Gral ist in vielen Gralsgeschichten der gleiche: innere Einheit, Vereinigung mit dem Göttlichen und äußerste Verwirklichung des Menschen. Dies ist im Film komplett aufgelöst, die Ritter handeln nur auf den Befehl eines lächerlich wirkenden Gottes.
Weitere Elemente der Artussagen, die parodiert werden:
- Die Gralssuche als Weg mit vielen Prüfungen: Oft taucht in der Literatur ein Einsiedler auf (der alte Mann aus „Szene 24“), der den Weg weist.
- Der Gral als Kelch und in Verbindung mit einem Fruchtbarkeitskult: Der Kelch erscheint über „Schloss Dosenschreck“, das von lüsternen, mannstollen Frauen bewohnt wird.
- Das Motiv der zu stellenden Frage: Fragen zur Überquerung der Brücke des Todes, Fragen nach dem Gral in den vermeintlichen Gralsburgen der Franzosen …
- Aufteilung der Ritter: Die Artusgeschichten drehen sich oft nur um einen der Ritter, im Film sind die erlebten Abenteuer von parodistischer Natur.
- Der Magier Merlin: Erscheint hier als „Tim“.

## Umsetzung des mittelalterlichen Stoffes – allgemeine Bezüge

### Atmosphäre
Generell dominieren Außenräume (Außenansichten von Burgen und Landschaften). Als erstes Bild sieht der Zuschauer eine von Nebel durchdrungene Landschaft mit dem Folterinstrument des Richtrades, auf dem ein Mensch aufgeflochten ist. Die düstere Umgebung und das grausame Richtrad sind Elemente, die mit der Vorstellung der Zuschauer vom finsteren Mittelalter spielen. Es wird nicht durchgehend ein dunkles Mittelalter vermittelt, denn obwohl die Landschaften immer wieder von Nebel durchzogen sind, ist oft schönes Wetter zu sehen. Der Film spielt vor allem im Sommer. Auch im Wald ist es nicht zwangsläufig dunkel: In der Kampf-Szene mit dem Schwarzen Ritter scheint die Sonne durch die Bäume. Innenräume sind meist mit Kerzen oder Fackeln beleuchtet. Speziell ist die schummrige rote Beleuchtung bei der Brücke des Todes, welche den Zweck hat, zusammen mit vorbeiziehendem Nebel eine mystische Stimmung zu erzeugen.

### Symbolik und Architektur

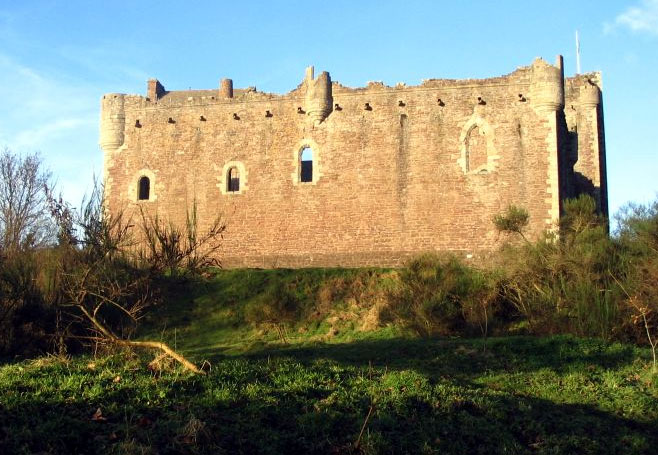
Doune Castle in Schottland, einer der Drehorte. Bei fast allen Burgen, die im Film zu sehen sind, handelt es sich um Doune Castle. Um die Illusion zu schaffen, dass es sich um verschiedene Burgen handelt, wurde die Burg immer nur von jeweils einer Seite gezeigt.

Die für das Mittelalter typische Burg ist in „Die Ritter der Kokosnuss“ sehr präsent. Die Kleidung und Bewaffnung der Protagonisten entsprechen der Vorstellung vom Mittelalter: Kettenhemd, grobes Leinen, Schwert, Helme, Wappen, Fahne. Bezeichnend für den Film ist das (wegen des schmalen Budgets) Fehlen der Pferde. Monty Python entschlossen sich, das Reiten mit einem Gag nachzuahmen (der Gag stammt aus Peter Sellers’ BBC-Serie A Show Called Fred) und das Traben der Pferde mittels Aufeinanderschlagen von Kokosnusshälften zu imitieren; so entstand auch der deutsche Titel. Gerade dadurch wird das Pferd aber als typischer Mittelalter-Zeichenträger charakterisiert.
- Dreck: Dreck wird in diesem Film mit Unterschicht verbunden. Die Knappen haben dreckige Gesichter, das Gesicht des Königs und der Ritter ist hingegen sauber. Das Pestdorf versinkt geradezu im Schlamm, die anarchistischen Bauern wühlen sinnlos im Dreck, und die Dorfbewohner sind alle schmutzig. Als Artus durch das Pestdorf reitet, wird er als König erkannt, und zwar allein anhand der Tatsache, dass er nicht über und über mit Dreck beschmiert ist.
- Die lange Nase der Hexe: Hexen werden vor allem in Kinderbüchern oft mit einer langen und krummen Nase dargestellt. Der Film nimmt dieses Element auf und parodierte es dadurch, dass die Dorfbewohner der Hexe, um diese als solche zu kennzeichnen, eine Karotte mit einem Strick als lange Nase anheften.
- Stark tritt der Kodex als Zeichen für das Mittelalter hervor: Immer wieder kommen geschmückte und animierte Initiale oder Bücher wie das „Book of the Film“ vor.

### Musik und Geräuschkulisse
Es sind oft diverse Blasinstrumente sowohl extradiegetisch als auch diegetisch zu hören, die zusammen mit monotonem Mönchsgesang (diegetisch), Harfenklänge (extradiegetisch) und Trommelwirbeln (extradiegetisch) zu einer mittelalterlichen Stimmung beitragen. Zudem kommt das Stück „The Flying Messenger“ von Oliver Armstrong vor, und Sir Robin wird von einem lästigen singenden Troubadour mit Tambourin verfolgt. Charakteristisch für den Film ist das oben erwähnte Hufgeklapper durch Kokosnusshälften.
Als Hintergrundgeräusche dienen Schwerterklirren bei Kämpfen, Gewimmer, Husten, Kindergeschrei, Kirchenglocken oder schreiendes Geflügel – Geräusche, welche vom Zuschauer durchaus als „mittelalterlich“ betrachtet werden.

### Szenische Umsetzung
Auch mittelalterliches Handeln und Sprechen kommt gerade dadurch zur Geltung, dass es parodiert wird. Beim Schwertgefecht mit dem schwarzen Ritter wird die mittelalterliche Brutalität, die übertriebene Gewalt durch die Verstümmelung des Ritters völlig überspitzt dargestellt. Dies gilt natürlich gleichermaßen für die Anfangsszene mit dem Rad und die Szene mit dem Leichenwagen, in der ein noch lebender Mann aufgeladen werden soll, da er ja eh bald tot sei.
In der Szene mit der Hexe wird der mittelalterliche Aberglaube sehr offensichtlich lächerlich gemacht. Auch als typisch mittelalterlich wirkt der Umzug der Mönche, die sich ständig selbst mit einem Holzbrett an den Kopf schlagen (dazu singend „Pie Iesu Domine, dona eis requiem“ aus Dies irae), sozusagen die parodistische Version der Umzugsszene in Bergmans „Das siebente Siegel“.
Gesellschaftliche Regeln werden im Film oft nicht eingehalten. Den standesgemäßen Umgang mit dem König kennen anscheinend nur seine Ritter. Sie knien vor ihm nieder (Sir Bedevere), sprechen ihn höflich an und befolgen seine Befehle, ganz im Gegensatz zu vielen Vertretern der Unterschichten. Außerdem wird auch die Vorstellung von der mittelalterlichen Burgverteidigung u. a. mittels Katapulten bedient; bei Monty Python dienen allerdings lebende Tiere als Geschosse.

### Sprachliche Umsetzung
Allgemein wird britisches Englisch in einer zeitlosen Ausdrucksweise gesprochen. Die Franzosen fluchen ununterbrochen und sprechen mit starkem französischem Akzent, den sie auch humoristisch kommentieren. Untereinander kommunizieren sie in französischer Sprache. Es kommen lateinische Gesänge und aramäische Inschriften vor. Die Anrede der Ritter erfolgt meist mit „Sir“. Die Problematik der Anredeformen wird direkt angesprochen: Artus weiß nicht, wie er den Bauern Denis nennen soll. Die Unterschichten im Film sprechen nicht zwingend simple Alltagssprache: Die anarchistischen Bauern benutzen hochkomplexe Begriffe. Die Dorfbewohner des Hexendorfs entsprechen hingegen den Erwartungen des Zuschauers von der mittelalterlichen Dorfbevölkerung. Sie sind schwer von Begriff, müssen von Sir Bedevere belehrt werden, wiederholen sich dauernd und schreien im Chor „Verbrennt sie“ und „Hexe“.
Die deutsche Synchronfassung weicht in vielen Einzelheiten erheblich vom Original ab. Unter vielen Fans gilt die deutsche Version, anders als etwa jene von Life of Brian, daher als misslungen, da sie dem Werk, seinem Humor und der ganzen Idee des Werkes nicht gerecht wird.

## Kritik
Das Lexikon des internationalen Films meint, dass der Film über die „reine Sketch-Sammlung ihrer ersten Kinoproduktion“ hinausgehe (Monty Pythons wunderbare Welt der Schwerkraft), aber noch nicht die „inszenatorische Geschlossenheit von Monty Python’s – Das Leben des Brian“ erreiche. Es sei ein Film mit einer „oft wirren Story“, der „einige aberwitzige Gags“ beinhaltet.
Bei filmstarts.de ist Jens Hamp der Meinung, dass man schon „eine gewisse Affinität für den überwiegend sehr britischen Humor aufbringen (muss), um großen Gefallen an Arthurs Abenteuern zu finden.“ Trotzdem zählt dieser Film offenbar zu Recht „zu den lustigsten Filmen aller Zeiten“. Schon die Bedingungen, wie der Film entstand, sind „derart paradox, dass wohl nur die britischen Kultkomiker auf die Idee kommen konnten. Aufgrund akuter Budgetprobleme war es den Pythons nicht möglich, Pferde zu mieten und teure Reitstunden zu bezahlen. Um diesen Mangel zu übertünchen, belebten sie kurzerhand einen alten Peter-Sellers-Sketch neu: Die Knappen der Ritter schlagen jeweils zwei Kokosnusshälften gegeneinander, um so zumindest das klassische Pferdegetrappel zu imitieren, welches durch den reitenden Schritt der Komiker zusätzlich ‚verfeinert‘ wird.“
Auch bei moviepilot.de gibt es ausnahmslos positive Resonanz, so begeistert die Vermischung von Gegenwart und Vergangenheit, ebenso „alberner Humor mit gewitzter Gesellschaftsparodie und dreckiger Anarchismus mit edler Hochnäsigkeit“. Wer mit „dem speziellen Humor etwas anfangen“ kann, für den ist dieser Film Genuss, „der seinen Klassiker-Status durch und durch verdient hat“.

## Hintergrund
- Gedreht wurde der Film in Schottland, hauptsächlich rund um die Schlösser Doune Castle (im Film: Camelot, Teile der „Sumpfburg“, die Burg der Franzosen und Teile von „Schloss Dosenschreck“) und Castle Stalker (im Film: Schloss von Aaargh).
- Jeder der Monty Pythons spielte mehrere Rollen (so hatte zum Beispiel Michael Palin neun teilweise sehr verschiedene Rollen), was zu einigen Schwierigkeiten beim Filmen führte, da sich die jeweiligen Figuren, die von einem Python gespielt wurden, oft gegenüber oder nebeneinander standen (zum Beispiel Sir Lancelot und Tim, der Zauberer, die beide von John Cleese gespielt wurden).
- Zu den Sponsoren des Films gehörten Led Zeppelin, Pink Floyd, Genesis und Elton John.
- Seine deutsche Erstaufführung erlebte der Film am 13. August 1976.[1]

Die deutsche Synchronfassung entstand bei der Berliner Synchron. Lutz Arenz schrieb das Dialogbuch und Dietmar Behnke führte Regie.
| Figur                              | Darsteller      | Deutscher Sprecher    |
| ---------------------------------- | --------------- | --------------------- |
| König Artus                        | Graham Chapman  | Hans-Werner Bussinger |
| Stimme von Gott                    | Graham Chapman  | Arnold Marquis        |
| Sir Lancelot                       | John Cleese     | Thomas Danneberg      |
| Tim der Zauberer                   | John Cleese     | Edgar Ott             |
| der schwarze Ritter                | John Cleese     | Christian Rode        |
| der Mann                           | John Cleese     | Dieter Kursawe        |
| französischer Burgwächter          | John Cleese     | Klaus Miedel          |
| hexenjagender Dorfbewohner         | John Cleese     | Manfred Lehmann       |
| Sir Robin                          | Eric Idle       | Wolfgang Draeger      |
| verschiedene Charaktere            | Eric Idle       | Claus Jurichs         |
| der Wächter                        | Eric Idle       | Lothar Hinze          |
| Bruder Maynard                     | Eric Idle       | Lothar Blumhagen      |
| Artus′ Diener Patsy                | Terry Gilliam   | Heinz Petruo          |
| der alte Mann in Szene 24          | Terry Gilliam   | Wolfgang Lukschy      |
| Sir Bedevere                       | Terry Jones     | Michael Chevalier     |
| die Landarbeiterin                 | Terry Jones     | Wilfried Herbst       |
| Prinz Herbert                      | Terry Jones     | Wolfgang Ziffer       |
| Sir Galahad                        | Michael Palin   | Norbert Gescher       |
| Dennis                             | Michael Palin   | Randolf Kronberg      |
| verschiedene Charaktere            | Michael Palin   | Joachim Pukaß         |
| verschiedene Charaktere            | Michael Palin   | Joachim Tennstedt     |
| verschiedene Charaktere            | Michael Palin   | Joachim Kerzel        |
| Anführer der Ritter die „Ni“ sagen | Michael Palin   | Gerd Duwner           |
| der Herr des Sumpfschlosses        | Michael Palin   | Hans W. Hamacher      |
| der Mönch                          | Michael Palin   | Andreas Mannkopff     |
| der Erzähler                       | Michael Palin   | Joachim Nottke        |
| „Hexe“                             | Connie Booth    | Marianne Lutz         |
| Gattin des Historikers             | Rita Davies     | Marianne Lutz         |
| Hüterin von Schloss Dosenschreck   | Carol Cleveland | Gisela Fritsch        |

## Musical
Monty Python’s Spamalot ist ein Musical, das auf dem Spielfilm Die Ritter der Kokosnuß basiert. Es enthält außerdem einige Anlehnungen aus anderen Monty-Python-Filmen.

## Trivia
- Ein Entwickler des Spiels Minecraft wurde von diesem Film zur Implementierung des Killerkaninchens in die Version 1.8 des Spiels inspiriert.
- Im Spiel World of Warcraft ist das Killerkaninchen beim „Dunkelmond Jahrmarkt“ als übermächtiger Gegner in einer versteckten Höhle anzutreffen.
- Das Killerkaninchen ist ein geheimer Gegner im Spiel Divinity 2: Ego Draconis. Er taucht auf, sobald man eine bestimmte Anzahl Kaninchen tötet.
- Das Killerkaninchen kann vor einer Höhle sitzend, in dem Videospiel The Witcher 3 gefunden werden.
- Die im Film genutzte heilige Handgranate ist im Computerspiel Worms und in Ready Player One eine wählbare Waffe.
- Eine der Aufgaben im Roman Ready Player One ist das originalgetreue Nachspielen des gesamten Films.
- Der Brückenwächter ist ein Zufallsevent in Fallout 2.
- Die Idee, mit den Kokosschalen Hufgetrappel zu imitieren, war eher eine Notlösung, da das Budget für den Film keine echten Pferde zuließ.